# Tugimaantee 79
De Tugimaantee 79 is een secundaire weg op het Estische eiland Saaremaa. De weg loopt van Upa naar Leisi en is 36,8 kilometer lang. 